# Acanthastrea subechinata
Espèce
Statut de conservation UICN

 NT  : Quasi menacé
Acanthastrea subechinata est une espèce de coraux appartenant à la famille des  Lobophylliidae.